# Купрашин
Купра́шин — колишнє село в Україні, Сумській області, Шосткинському районі.
Було підпорядковане Богданівській сільській раді. Станом на 1988 рік у селі проживало 10 людей.

## Історія
1869 роком є дані про існування хутора Купрашина біля села Чорні Лози.
Купрашин знаходилося на відстані 1 км від села Чорні Лози — з боку колишньої МТС. До села прилучається великий масив садових ділянок, дачне товариство «Любитель № 3», поруч знаходиться урочище «В'юнище».
Дата зникнення села невідома.

## Принагідне
- Вікімапія [Архівовано 25 серпня 2011 у WebCite]